# Carlos Roberts
Carlos Roberts (Buenos Aires, 1872-1942 ) fue un ingeniero militar, escritor e historiador argentino, especializado en las invasiones británicas al Río de la Plata de 1806 y 1807. Su obra es aún hoy fuente de consulta indispensable sobre la cuestión.

## Biografía
Roberts nació en la ciudad de Buenos Aires en 1872, hijo de William (Guillermo) C. Roberts y de Clara Long, de familia inglesa. Ingresó muy joven en el Ferrocarril Central Argentino, trabajando en las ciudades de Rosario, San Martín y Buenos Aires.
Siguió la carrera de ingeniería y como ingeniero militar llegó al rango de teniente coronel de la Reserva.
Apasionado por la investigación histórica, especialmente en lo que se refiriera a las llamadas Invasiones Inglesas al Río de la Plata, sus antecedentes y consecuencias, investigó en el Archivo General de la Nación y entre 1928 y 1930 realizó importantes hallazgos documentales en Gran Bretaña.
En 1938 publicó su principal obra, Las Invasiones Inglesas del Río de la Plata (1806-1807) y la influencia inglesa en la independencia y organización de las provincias del Río de la Plata. La obra incluía 13 planos en su mayoría desplegables, 15 ilustraciones en color y 42 en blanco y negro. Su libro se convirtió inmediatamente en fuente principal para el estudio del período.
Roberts publicó también Los emblemas de la patria y su origen (1931) y fue asiduo colaborador del Anuario de historia argentina, de la Sociedad de Historia Argentina, institución de la que fue un activo miembro. Poseía también una importante colección de medallas que mereció ser premiada en la primera exposición argentina de Numismática (1934).
Falleció en 1942, legando su valiosa colección documental al estado argentino.

## Obra
- Los Emblemas de la Patria y su Origen (1931) 1.ª edición
- Las invasiones inglesas del Río de la Plata (1806-1807) y la influencia inglesa en la independencia y organización de las provincias del Río de la Plata

(1938) 1.ª edición Talleres Gráficos de la Sociedad Anónima Jacobo Peuser, 458 pags.
(2000) 2º edición Emecé. ISBN 950-04-2021-X
(2006) 3º edición, 3.000 ejemplares, Emecé, 544pags, 23x15cm. ISBN 950-04-2782-6